# Hassan Nasrallah

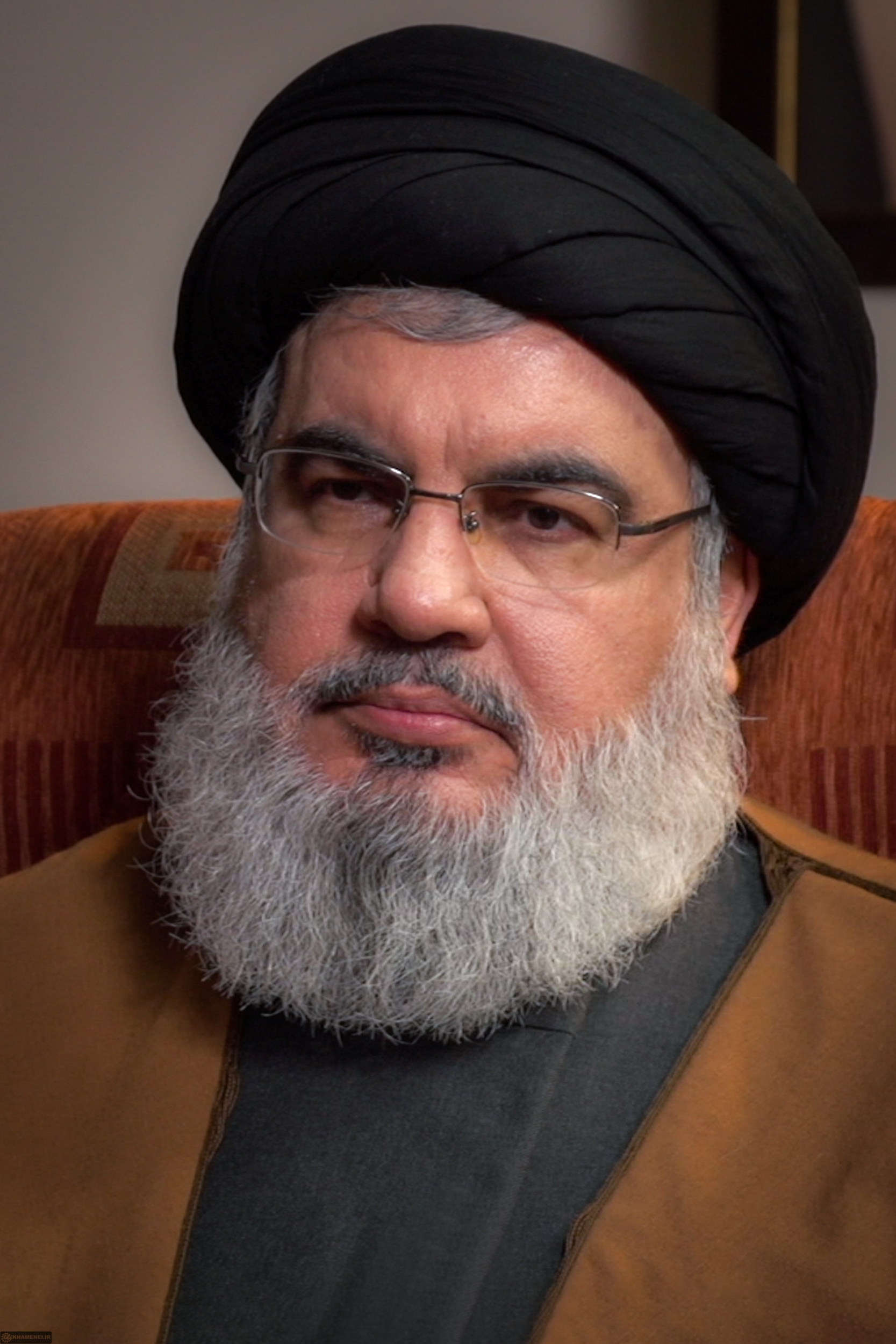
Hassan Nasrallah in 2019

Hassan Nasrallah (Arabisch: سيّد حسن نصر الله) (31 augustus 1960 – Beiroet, 27 september 2024) was een Libanees politicus en islamitisch geestelijke. Vanaf 1992 was hij de secretaris-generaal en daarmee de politiek leider van de Libanese sjiitisch-islamistische Hezbollah-beweging, nadat de vorige leider Abbas al-Musawi door een Israëlische aanval het leven liet.
De familie van Hassan Nasrallah is oorspronkelijk afkomstig uit het Zuid-Libanese dorp Bassouriyeh. Tijdens de Libanese Burgeroorlog moesten zij hun woonplaats Beiroet verlaten en gingen ze terug naar hun plaats van herkomst. Daar trad Nasrallah toe tot de sjiitische Amal-beweging.
Na zijn middelbareschooltijd ging hij naar de Iraakse stad Najaf om zich daar te bekwamen in de sjiitisch-islamitische theologie. In 1978 werden hij en vele van zijn Libanese medestudenten gedwongen Irak te verlaten. Nasrallah keerde daarop terug naar Libanon. Na de inval van Israël in 1982 in Libanon stapte hij uit de Amal-beweging en sloot hij zich aan bij de in dat jaar opgerichte Hezbollah-beweging, toen nog een verzetsbeweging tegen de Israëlische invasie. Vanaf het einde van de burgeroorlog, 1990, beschikte deze groepering over een geregelde militie met Nasrallah aan het hoofd.
In 1992 kwam de toenmalige politiek leider van Hezbollah, Abbas al-Musawi door een aanval van het Israëlische leger om het leven en werd Nasrallah op voorspraak van de hoge Iraanse moslimgeestelijke ayatollah Ali Khamenei de nieuwe politiek leider van Hezbollah.
Op 27 september 2024 kwam Nasrallah, tezamen met andere hoge leiders van zijn organisatie, om bij een zware Israëlische luchtaanval op het ondergrondse hoofdkwartier van Hezbollah in Beiroet.